# Герб Ингушетии
Герб Республики Ингушетия (ингуш. Гӏалгӏай Республика паччахьалкxен къаман фасх) является официальным государственным символом Республики Ингушетия наряду с государственным флагом и государственным гимном Ингушетии. Утверждён Народным Собранием Республики Ингушетия 26 августа 1994 года. Зарегистрирован под № 106 в Геральдическом регистре РФ.

## Описание
Государственный герб Республики Ингушетия представляет собой круг, в центре которого изображён орёл с распростёртыми крыльями, — символ благородства и мужества, мудрости и верности.

В центре герба по вертикальной оси на фоне Кавказских гор расположена ингушская боевая башня, символизирующая древнюю и молодую Ингушетию.

В левой стороне от башни изображена Столовая гора («Маьт лоам»), в правой — гора Казбек («Башлоам»).

Над горами и башней изображен полукруг Солнца, находящегося в зените, от которого исходят вниз семь прямых лучей.

В нижней части малого круга изображен солярный знак, символизирующий вечное движение Солнца и Земли, взаимосвязь и бесконечность всего сущего. Дугообразные лучи солярного знака повернуты против движения часовой стрелки.

Между большим и малым кругами надпись: вверху — «Республика Ингушетия», внизу — «Гӏалгӏай Мохк».

### Толкование цветов
Государственный герб Республики Ингушетия исполняется в пяти цветах: белом, голубом, зелёном, красном и золотисто-жёлтом.
- Белый цвет символизирует чистоту помыслов и действий, характерных ингушскому народу;
- голубой цвет — символ неба, космоса;
- зелёный цвет олицетворяет природу, изобилие и плодородие земли Ингушетии, а также — это символ ислама;
- красный цвет — это символ многовековой борьбы ингушского народа за выживание;
- жёлтый цвет — цвет Солнца, дарующего жизнь человеку и природе.

Автор герба — художник Р. А. Эльдиев.